# Lisicles (siglo IV a. C.)
Lisicles (¿? - 338 a. C.; en griego antiguo: Λυσικλης) fue un strategos ateniense que combatió en la batalla de Queronea en el año 338 a. C.. Y que posteriormente fue condenado a muerte, tras ser acusado por el orador Licurgo de Atenas. El discurso en el que Licurgo habló en contra de Lisicles fue descrito por Harpocración.